# Johann Peter Hasenclever

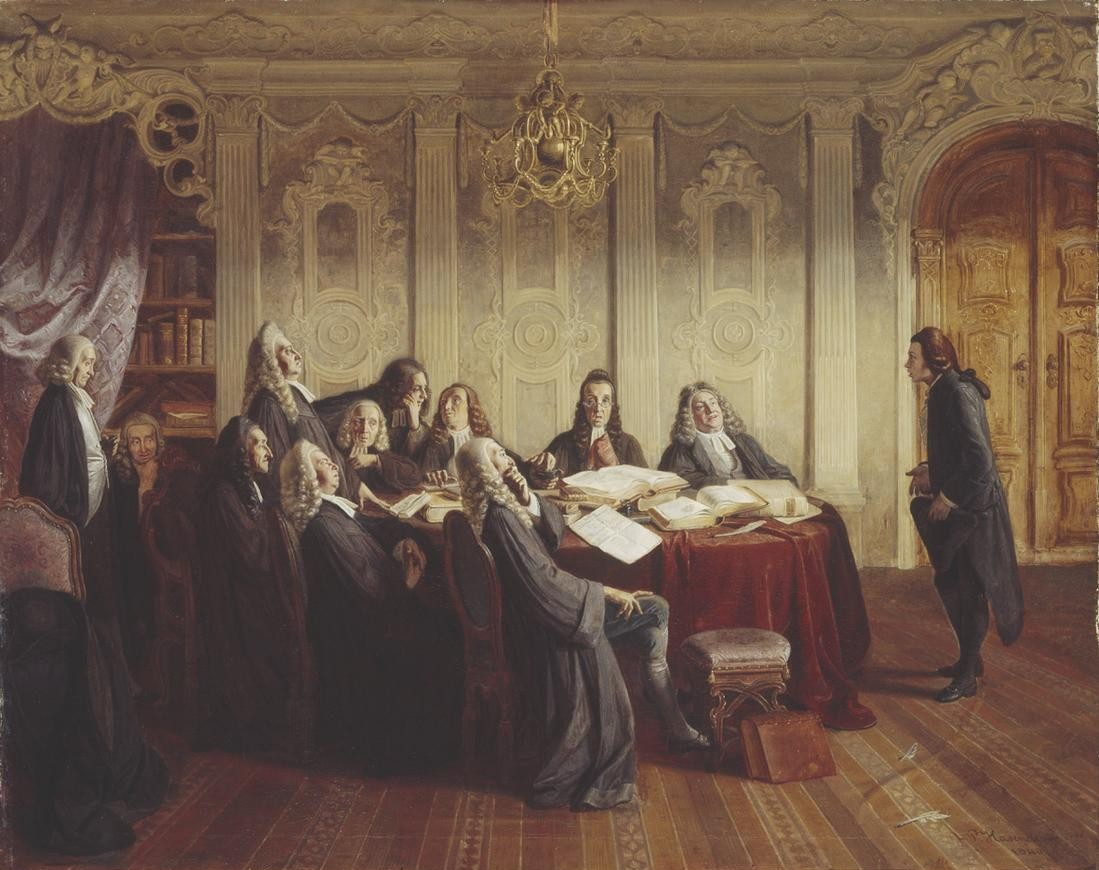
Jobs vizsgája

Johann Peter Hasenclever (Remscheid, 1810. május 18. – Düsseldorf, 1853. december 16.) német festő.

## Élete
Tanulmányait a düsseldorfi akadémián kezdte meg 1827-ben, ahol eleinte építészetet, később Schadow vezetése alatt festészetet tanult. Hamarosan azonban humoros képek festésével kezdett foglalkozni, melyek nagy népszerűségre tettek szert. Különösen a nyárspolgárias, ósdi fölfogást tette nevetségessé találó, élces, de néha kissé száraz módon. Különösen ismertek és különféle reprodukciókban is nagyon elterjedtek a Kortum-féle Jobsiádából vett egyes jelenetek, így Jobs vizsgája (a müncheni új képtárban); Az iskola (egyik a berlini Ravené-féle képtárban levő 7 festményének); Jobs mint éjjeli őr, stb. Festett azonkívül játék-, műterem- és iskolai, pince- és korcsmajeleneteket; legismeretesebb közöttük a Borkóstoló a berlini nemzeti képtárban. Képmásokat is festett. 1838 és 1842 között Münchenben, majd Olaszországban, 1842-től Düsseldorfben dolgozott. Harcolt az 1848-49-es német forradalomban is.